# Comuna de Stare Kurowo
Stare Kurowo (polaco: Gmina Stare Kurowo) é uma gminy (comuna) na Polónia, na voivodia da Lubúsquia e no condado de Strzelecko-drezdenecki. A sede do condado é a cidade de Stare Kurowo.
De acordo com os censos de 2004, a comuna tem 4174 habitantes, com uma densidade 53,6 hab/km².

## Área
Estende-se por uma área de 77,88 km², incluindo:
- área agrícola: 61%
- área florestal: 26%

## Demografia
Dados de 30 de Junho 2004:
|                      | Total   | Total | Mulheres | Mulheres | Homens  | Homens |
| -------------------- | ------- | ----- | -------- | -------- | ------- | ------ |
|                      | pessoas | %     | pessoas  | %        | pessoas | %      |
| População            | 4174    | 100   | 2124     | 50,9     | 2050    | 49,1   |
| Densidade (pop./km²) | 53,6    | 100   | 27,3     | 27,3     | 26,3    | 26,3   |

De acordo com dados de 2002, o rendimento médio per capita ascendia a 1388,15 zł.

## Comunas vizinhas
- Dobiegniew, Drezdenko, Strzelce Krajeńskie, Zwierzyn